# Sonderkraftfahrzeug
Sonderkraftfahrzeug, kort Sd.Kfz. (tyska för "särskild motorfarkost"), var ett tyskt samlingsnamn som användes av den tyska krigsmakten inom materielinventering under andra världskriget för att ge standardiserade inventeringsbeteckningar åt pansarfordon. Termen användes huvudsakligen som prefix för ett unikt löpnummer per fordonsmodell. För att särskilja olika utföranden av fordon gavs ytterligare ett följdnummer baserat på fordonets egenskaper (XXX/1, /2, etc).
Prototypfordon hade samlingsbeteckningen Vollkettenfahrzeug, kort VK ("helbandfarkost"), där VK som beteckningsprefix följdes av två sifferpar där det första angav vikten och det andra angav tillverkaren.

## Systematik
SdKfz-gruppen är uppdelad enligt följande:
- Diverse tidiga fordon 2-14
- PzKpfw Is 101 – 111
- PzKpfw IIs 120 och upp
- PzKpfw IIIs 140 och upp
- PzKpfw IVs 160 och upp
- PzKpfw Vs 170 och upp
- PzKpfw VIs 180 och upp
- Halvbandare och bepansrade bilar 200 och upp

Gruppen mellan SdKfz 2 och SdKfz 14 är tidigare modeller. SdKfz 2 är en hybrid mellan bandvagn och motorcykel. 
Gruppen SdKfz 101 - SdKfz 186 är rena stridsvagnar. PzKpfw står för det tyska Panzerkampfwagen.
Till gruppen SdKfz 200 - SdKfz 304 hörde främst bepansrade bilar och lastbilar men även andra former förekom. Den bestod oftast av ett lastbilschassi som bepansrats och eventuellt försetts med banddrift på bakaxeln och med en varierande beväpning. SdKfz 254 kan alternera mellan band och hjul genom att sänka ned hjulen och lyfta upp hela vagnen, antagligen för att spara bränsle. Tyska lastbilstillverkare fick i uppdrag att tillverka de olika modellerna.

## Bakgrund
Heinz Guderian var huvudarkitekten för det tyska pansaret men även Ferdinand Porsche kom att spela en stor roll senare. Trots att Tyskland inte fick utveckla nya vapen enligt Versaillesfreden kringgick man förbudet genom samarbete med Sverige och Sovjetunionen. Man påstod att det handlade om jordbruksmaskiner och modellerna kallades på tyska Landwirtschaftliche Schleppern (La.S.) (dragfordon för jordbruk). 

### Samarbetet med Sverige
Joseph Vollmer (som även konstruerade Tysklands A7V och K-Wage under första världskriget) ritade och Daimler-Benz tog 1918 fram två prototyper av LK II som byggde på LK I (på tyska Leichter Kampfwagen). 500 exemplar beställdes men första världskriget tog slut. Tillverkaren undanhöll efter krigsslutet delar från de allierades kontrollkommission. Svenska staten köpte i hemlighet 10 LK II för 100 000 kronor och delarna skeppades ut från Tyskland som ångpanneplåt och jordbruksredskap. I Sverige sattes delarna ihop och blev stridsvagn m/21. Enda beväpningen var en 6,5 mm kulspruta. 1929 förbättrades vagnen och den gamla bensinmotorn (ottomotor) från Daimler-Benz av 1910 årsmodell ersattes av en från Scania-Vabis typ 1554 på 85 hkr. I det roterbara kanontornet monterades antingen en 37 mm kanon eller en 8 mm kulspruta. Modellen fick beteckningen Stridsvagn m/21-29 och den var i tjänst fram till 1938.
Senare köpte tyskarna in sig i det svenska företaget Landsverk och där verkade Otto Merker som chefskonstruktör. 1931 rullade den första Stridsvagn m/31 (L-10) ut. Det var den första egenproducerade stridsvagnen i Sverige.  
Heinz Guderian (senare tysk general) var i Sverige 1929 och testkörde stridsvagnar under ett officiellt besök. Detta var ett sätt att kringgå vapentillverkningsförbudet – att låta Sverige bygga, testa och utvärdera åt Tyskland. Så skedde även inom flygvapnet där tyskarna hade en flygplansfabrik i Skåne.

### Upprustning i Tyskland efter makövertagandet
Nazisterna tog över makten 1933 och den 14 mars 1935 lät Adolf Hitler världen förstå att man inte brydde sig om Versaillesfördraget utan skulle rusta sig för krig. Redan i slutet av juli 1934 placerade man en order på 150 fordon hos Henschel i Kassel. Det kom att bli stridsvagn SdKfz 101 - Panzerkampfwagen I. Men vid spanska inbördeskriget (1936-1939) visade sig stridsvagnen inte räcka till och en ny modell togs genast fram. Stridsvagnen Panzer I var därefter tänkt att endast användas till träning men sattes in i strid i både Polen och Frankrike. När Tyskland gick in i Polen den 1 september 1939 hade man 3 200.

### Utvecklingshistoria

#### Modell 2
SdKfz 2 kleines Kettenkraftrad såg i det närmaste ut som en motorcykel framtill men hade två band baktill och själva ramen var inbyggd i plåt. Men den var ändå så pass kraftfull att den kunde dra en lättare lastbil i gyttja eller bogsera två lättare luftvärnskanoner. Det fanns även variant för kabelläggning. Normalt åkte man tre personer på den.

#### Modell 4
SdKfz 4 Munitionskraftwagen für Nebelwerfer var ett väl bepansrat fordon som användes för uppskjutning av raketer av typen Nebelwerfer.

#### Modell 5
SdKfz 5 var en 5 tons halvbandvagn med åtta mans besättning.

#### Modell 6
SdKfz 6 Zugkraftwagen var en 5 tons halvbandvagn av lastbilstyp. Den fanns med följande beväpning:
- 3,7 cm FlaK36
- 7,62 cm FK36(r) panzerjäger
- 2 cm FlaK auf SdKfz 6

#### Modell 7
SdKfz 7 Zugkraftwagen var en 8 tons halvbandvagn av lastbilstyp. Den användes även vid uppskjutning av V2 raketer. Den fanns med följande beväpning:
- 2 cm Flakvierling 38 - luftvärnskanon
- 3,7 cm FlaK36
- 5 cm FlaK41

#### Modell 8
SdKfz 8 Schwerer Zugkraftwagen var en 12 tons halvbandvagn av lastbilstyp. Förarhytten var bepansrad och någon sittplats bredvid föraren fanns inte. Den fanns med följande beväpning:  
- 8,8 cm FlaK18

#### Modell 9
SdKfz 9 Schwerer Zugkraftwagen var en 12 tons halvbandvagn av lastbilstyp. Fordonet var kraftigt bepansrat och beväpnat med en 8,8 cm FlaK18.

#### Model 10
SdKfz 10 var en 1 tons halvbandvagn av lastbilstyp. Den fanns med följande beväpning:
- 2 cm FlaK30
- 3,7 cm PaK35/36
- 5 cm PaK38

#### Modell 11
SdKfz 11 var en 3 tons halvbandvagn av lastbilstyp.

#### Modell 220
En ersättare för Kfz 13 och Kfz 14 utvecklades av Eisenwerk Weserhütte i Bad Oeynhausen. Chassit byggdes på en Auto-Union i Zwickau och monterdes ihop av Firma Schichau i Elbing och Maschinenfabrik Niedersachsen i Hannover-Linden. 1934 togs SdKfz 221 fram för spaningsuppdrag. Det var ett standard sPkw I Horch 801 chassi med pansarkaross och torn. Motorn placerades baktill. Pansaret bestod av valsad plåt som svetsades ihop. Den tidiga modellen hade en lucka för sikten av samma material men de senare modellerna fick gjutna luckor, vilket var enklare att tillverka. Den tillverkades i följande varianter:
- Sdkfz. 221 leichter Panzerspähwagen (MG)

- Sdkfz. 222 leichter Panzerspähwagen (2 cm)

- Sdkfz. 223 leichter Panzerspähwagen (Fu)

#### Modell 250
På mitten av 1930-talet skickade den tyska krigsmakten ut förfrågningar om en 1 tons halvbandvagn och den första firman som nappade var Demag AG från Wetter i Ruhrområdet. 
Den tidiga modellen från 1939 skulle täcka arméns behov att transportera en halv spaningspluton per fordon. Büssing-NAG utvecklade den bepansrade karossen medan Demag gjorde chassit som baserades på SdKfz 10. På grund av förseningar kunde inte produktionen starta på en gång och i juni 1941 levererades 39 fordon. Modellen höll ända fram till oktober 1943. Den var byggd Demag D7 traktorchassi. Chassit var modifierat: dels var det avkortat, dels hade man tagit bort torsionsfjädringen.
Den gamla modellen hade ett komplext och tidskrävande yttre. I mitten av 1943 ville man använda så många plana pansarplåtar som möjligt för att spara tid och pengar. Från 19 större plåtar gick man ned till 9 vilket reducerade både byggkostnad och byggtid. Vagnen som dessutom var försedd med yttre permanenta förvaringsboxar lanserades oktober 1943. 
- SdKfz 250/1 leichter Schützenpanzerwagen, Gerält 891: Användes för att transportera en halvgrupp på 4 personer. Beväpningen var 2 st. MG34s med 2 010 skott. Totalhöjden var 1,98 m.
- SdKfz 250/1 leichter Schützenpanzerwagen (s MG): Transporterade en underhållsgrupp på fyra personer och var beväpnad med 2 stycken väl bepansrade MG34s.
- SdKfz 250/2 leichter Fernsprechpanzerwagen, Gerält 892: Utrustad för dragning av telefonkabel. Beväpning 1 st. MG34.
- SdKfz 250/3 leichter Funkpanzerwagen, Gerält 893: Utrustad med FuG12-radio för att styra motoriserade förband. Inledningsvis hade den en 2 m antenn och senare utrustades den med en  2 m stjärnantenn. Beväpning 1 st. MG34. Luftwaffes marktrupper använde en version som hade en FuG7-radio för luftunderstöd. Luftwaffe hade även en version som hade kommunikation till flygplan med en FuG7 och en FuG8 för divisionsvis ordergivning. FuG8-antennen var i de senare modellerna en 8 m stjärnantenn.
- SdKfz 250/4 leichte Truppenluftschützpanzerwagen, Gerält 894: Skulle bli ett lätt luftvärnsfordon med en beväpning av en tvillingmonterad MG34 (Zwillingslafette) men sattes aldrig i produktion.
- SdKfz 250/5 leichte Beobachtungspanzerwagen, Gerält 895
- SdKfz 250/6 leichte Munitionspanzerwagen Ausf A für Sturmgeschütz 7,5 cm Kanone Ausf A bis E, Gerält 896
- SdKfz 250/7 leichte Schützenpanzerwagen (schwerer Granatwerfer), Gerält 897
- SdKfz 250/8 leichte Schützenpanzerwagen (7,5 cm), Gerält 898
- SdKfz 250/9 leichte Schützenpanzerwagen (2 cm), Gerält 883: I mars 1942 beställdes 30 stycken. Tre av prototyperna sändes till Ryssland för att man skulle utvärdera om dess terrängegenskaper var bättre än för de befintliga pansarbilarna. Testet gav till resultat att SdKfz 222 togs ur produktion och  250/9 började tillverkas i maj 1943.
- SdKfz 250/10 leichte Schützenpanzerwagen (3,7 cm PaK), Gerält 881
- SdKfz 250/11 leichte Schützenpanzerwagen (schwere Panzerbüchse 41), Gerält 882
- SdKfz 250/12 leichte Messtruppanzerwagen, Gerält 899:

#### Modell 251
- SdKfz 251/1 mittlere Schützenpanzerwagen
- SdKfz 251/1 mittlere Schützenpanzerwagen (Wurfrahmen 40)
- SdKfz 251/1 mittlere Schützenpanzerwagen (IR) "Falke"
- SdKfz 251/2 mittlere Schützenpanzerwagen (Granatwerfer), Gerät 892
- SdKfz 251/3 mittlere Funkpanzerwagen, Gerät 893
- SdKfz 251/4 mittlere Schützenpanzerwagen (IG), Gerät 904
- SdKfz 251/5 mittlere Schützenpanzerwagen (PI), Gerät 905
- SdKfz 251/5 mittlere Schützenpanzerwagen (PI)
- SdKfz 251/6 mittlere Kommandopanzerwagen
- SdKfz 251/7 mittlere Pionierpanzerwagen, Gerät 907
- SdKfz 251/8 mittlere Krankenpanzerwagen, Gerät 908
- SdKfz 251/9 mittlere Schützenpanzerwagen (7.5cm), Gerät 909
- SdKfz 251/10 mittlere Schützenpanzerwagen (3.7cm PaK), Gerät 910
- SdKfz 251/11 mittlere Fernsprechpanzerwagen, Gerät 911
- SdKfz 251/12 mittlere Messtrupp und Gerätpanzerwagen, Gerät 912
- SdKfz 251/13 mittlere Schallaufnahmepanzerwagen, Gerät 913
- SdKfz 251/14 mittlere Schallauswertepanzerwagen, Gerät 914
- SdKfz 251/15 mittlere Lichtauswertepanzerwagen, Gerät 915
- SdKfz 251/16 mittlere Flammpanzerwagen, Gerät 916
- SdKfz 251/17 mittlere Schützenpanzerwagen (2cm), Gerät 917
- SdKfz 251/18 mittlere Beobachtungspanzerwagen, Gerät 918
- 'SdKfz 251/19 mittlere Fernsprechbetriebspanzerwagen, Gerät 919
- SdKfz 251/20 mittlere Schützenpanzerwagen (Infrarotscheinwerfer), Gerät 920
- SdKfz 251/21 mittlere Schützenpanzerwagen (Drilling MG151S), Gerät 921
- SdKfz 251/22 mittlere Schützenpanzerwagen (7,5 cm PaK40), Gerät 922
- SdKfz 251/23 mittlere Schützenpanzerwagen (2 cm KwK), Gerät 923

#### Modell 252
SdKfz 252 leichter Gepanzerter Munitionskraftwagen var ett lättare halvbandvagn och tillverkades av Demag/Wegmann och Deutsche Werke i 413 exemplar.

#### Modell 253
SdKfz 253 leichter Gepanzerter Beobachtungskraftwagen var ett lättare observationsfordon för artilleriet. 285 tillverkades under åren 1940-1941 av Demag/Wegmann.

#### Modell 254
SdKfz 254 mittlerer Gepanzerter Beobachtungskraftwagen (RK-7) var ett lättare observationsfordon som kunde alternera mellan band- och hjuldrift. Hjulen satt monterade utanför banden och kunde sänkas ned vid färd på vanlig väg. Den började utvecklas 1937 och stod färdig 1938. Från början var den tänkt att vara artilleritraktor åt det österrikiska artilleriet. I tysk tjänst kom den att bli viktig för spaningstrupperna sedan den utrustats med ramantenn och radio. Vagnen kunde ta sju personer inklusive föraren och vägde 6 400 kg. Beväpning var Maschinengewehr 34 kal. 7,92 mm (2 010 skott). Med sin 4-cylindriga Saurer CRDv diesel på 70 hkr kunde den komma upp i 60 km/tim och aktionsradien var 500 km. Måtten var: längd 4,56 m, höjd 2,20 m och bredd 1,88 m. Pansaret var 6–15 mm tjockt. Den österrikiska vagnen tillverkades innan  Anschluss i 12 exemplar och senare, något modifierad, i ytterligare 128 exemplar.

#### Modell 260
Sdkfz. 260 leichter Panzerfunkwagen var ett radiokommunikationsfordon. Det var en fyrahjulig pansarbil och var av samma ursprung som SdKfz 221, SdKfz 222 och SdKfz 223. Vagnen började tillverkas 1938 och vägde 4 ton. Kunde på landsväg nå 80 km/tim och i terräng 24 km/tim. Den fyra man starka besättningen fick samsas i den 4,71 m långa, 1,5 m höga och 2,01 m breda vagnen. Den hade en pansartjocklek på 8–14 mm och Maschinengewehr 34 som beväpning. Den hade en bensindriven vattekyld V8-motor från Horch på 3,5 liter till en början men fick senare en 3,8 liters. De utvecklade 75 hkr respektive 81 hkr.

#### Modell 300
SdKfz 300 - minenräumwagen. Direkt efter fälttåget i Polen kom kravet på en fjärrkontrollerat fordon som kunde minröja upp ett stråk i ett minfält. Borgward fick 21 november 1939 en beställning på att utveckla en "B1" - en helbandare som skulle vara radiostyrd och väga 1,5 ton och ha en 4-cylindrig motor som kunde kasta ut trissor som fick minorna att detonera. 50 exemplar Minenraumwagen (SdKfz 300) producerades mellan januari och maj 1940. Borgward fick en order till den 3 april 1940 för att utveckla "B2", ett något större fordon på 3,2 ton med en 49 hkr motor. Den första enheten som fick använda en B2 var Minenraum Abteilung 1, som bildades under 1940 och bestod av två kompanier. Den verkar varken ha använts i Frankrike eller på östfronten. I oktober 1941 fick Borgward ett nytt kontrakt som gällde att utveckla ett fordon som kunde föra med sig 500 kg sprängmedel. Den fick beteckningen BIV och fick det offentliga namnet Sprengladungstrager (SdKfz 301). Vikten var 1 550 kg och yttermåtten 1 850 mm lång, 800 mm hög och 650 mm bred. Den hade 12 mm tjockt pansar och en maxhastighet på 5 km/tim. Räckvidden var på landsväg 29 km och i terräng 18 km.
SdKfz 301 - schwere Ladungsträger (tung lastbärare), var en lättare bandvagn som hade förare och hade en 6-cylindrig motor på 49 hkr. Vikten var 3,5 ton och lasten var 500 kg sprängmedel. Den användes för att föra fram sprängmedel till målet där den sedan släppte av lasten. Därefter kunde sprängningen initieras via en fjärrkontroll. Fordonet var betydligt mindre än en stridsvagn. Det första provexemplaret stod färdigt i april 1942 och tillverkningen startades i maj 1942. Minenraum Abt. 1 modifierades och fick beteckningen Pz.Abt. (Funklenk) 300 - en mobil radiolänk.  
SdKfz 302 - leichte Ladungsträger Ausf.A "Goliath" var en lättare bandvagn som drevs med elmotor och var fjärrstyrd. Den användes för att föra fram sprängmedel till målet. Därefter kunde sprängningen initieras via fjärrkontrollen. Fordonet var lite drygt en meter långt och påminner om dagens fjärrstyrda bombletare.
SdKfz 303 - leichte Ladungsträger Ausf.B "Goliath" var en lättare bandvagn som drevs med bensinmotor och var fjärrstyrd. Den användes för att föra fram 90 kg sprängmedel till målet. Därefter kunde sprängningen initieras via fjärrkontrollen. Fordonet var lite drygt en meter långt.
SdKfz 304 - mittlere Ladungsträger "Springer" var en lättare bandvagn som drevs med bensinmotor och var fjärrstyrd. Den användes för att föra fram sprängmedel till målet. Därefter kunde sprängningen initieras via fjärrkontrollen. Fordonet var större än 302 och 303 och tillverkades endast i ett fåtal av NSU.

## Kompakt lista över SdKfz-modeller
| - Sdkfz 2 - kleines Kettenkraftrad, lätt halvbandvagn Kattenkrad - SdKfz 2/1 - kleines Kettenkraftrad für Feldfernkabel - SdKfz 2/2 - kleines Kettenkraftrad für schweres Feldfernkabel |
| - SdKfz 3 - Maultier - SdKfz 3a - LKW Gleiskette 2t Maultier (Opel- Ausführung) - SdKfz 3b - LKW Gleiskette 2t Maultier (Ford-Ausführung) - SdKfz 3c - LKW Gleiskette 2t Maultier (Klockner-Humboldt-Deutz- Ausführung) |
| - SdKfz 4 - Maultier baserad på 4,5 tons lastbilar - SdKfz 4 - Munitionskraftwagen für Nebelwerfer schweres Gleisk LKW Maultier 4,5t - SdKfz 4/1 - 15 cm Panzerwerfer 42 auf Sf (15 cm Panzerwerfer 43?) auf 2t Maultier |
| - SdKfz 5 - Uppgifter om detta fordon saknas! - |
| - SdKfz 6 - Zugkraftwagen 5 t mit Pionier-Aufbau - SdKfz 6/1 - Zugkraftwagen 5 t mit Artillerie-Aufbau - SdKfz 6/2 - Selbstfahrlafette 3,7 cm Flak 36 auf Fahrgestell Zugkraftwagen 5 t |
| - SdKfz 7 - Mittlerer Zugkraftwagen 8 t - SdKfz 7/1 - Selbstfahrlafette 2 cm Flakvierling auf Fahrgestell Zugkraftwagen 8 t - SdKfz 7/2 - Selbstfahrlafette 3,7 cm Flak 36 auf Fahrgestell Zugkraftwagen 8 t - SdKfz 7/6 - FlaKmesstruppenkraftwagen |
| - SdKfz 8 - Schwerer Zugkraftwagen 12 t |
| - SdKfz 9 - Schwerer Zugkraftwagen 18 t - SdKfz 9/1 - Drehkran auf schwerem Zugkraftwagen 18 t (6 t Hebekraft) - SdKfz 9/2 - Drehkran auf schwerem Zugkraftwagen 18 t (10 t Hebekraft) |
| - SdKfz 10 - Leichter Zugkraftwagen 1 t - SdKfz 10/1 - Leichter Gassprür-Kraftwagen - SdKfz 10/2 - Leichter Entgiftungs-Kraftwagen - SdKfz 10/3 - Leichter Sprüh-Kraftwagen - SdKfz 10/4 - leichte Selbstfahrlafette 2cm Flak 30 auf Fahrgestell Zugkraftwagen 1t - SdKfz 10/5 - leichte Selbstfahrlafette 2 cm Flak 38 auf Fahrgestell Zugkraftwagen 1 t |
| - SdKfz 11 - Leichter Zugkraftwagen 3 t - SdKfz 11/1 - Nebel-Kraftwagen - SdKfz 11/2 - Mittlerer Entgiftungs-Kraftwagen - SdKfz 11/3 - Mittlerer Sprüh-Kraftwagen - SdKfz 11/4 - Nebel-Kraftwagen - SdKfz 11/5 - Mittlerer Gassprür-Wagen |
| - SdKfz 13 - Maschinengewehrkraftwagen |
| - SdKfz 14 - Funkkraftwagen |
| Panzer I - SdKfz 101 - Panzerkampfwagen I Ausf. A/B - 4,7 cm PaK auf Panzer I Ausf. B - 15 cm sIG 33 auf Panzerselbstfahrlafette I Ausf. B |
| - SdKfz 111 - Gepanzerter Munitionsschlepper auf Panzerkampfwagen (PzKpfw) I Ausf. A |
| Panzer II - SdKfz 121 - Panzerkampfwagen II Ausf. a/1, a/2, a/3, b, c, A, B, C, D, E, F |
| - SdKfz 122 - Panzerkampfwagen II Flamm Ausf. A, B |
| - SdKfz 123 - Panzer II Ausf. L |
| Wespe - SdKfz 124 - 10,5 cm Leichte Feldhaubitze 18/2 auf Fahrgestell Panzerkampfwagen II |
| Marder II - SdKfz 131 - 7,5 cm Pak 40/2 auf Fahrgestell Panzerkampfwagen II (Sfl) |
| - SdKfz 132 - Panzer Selbstfahrlafette I für 7,62 cm Pak36(r) auf Fahrgestell Panzerkampfwagen II Ausf D1 und D2 |
| - SdKfz 135 - Panzer Selbstfahrlafette für 7,5 cm Pak 40/1 auf Fahrgestell Lorraine Schlepper - SdKfz 135/1 - Panzer Selbstfahrlafette für s.FH. 13 auf Fahrgestell Lorraine Schlepper |
| Marder III - SdKfz 138 - 7,5 cm Pak40/3 auf Panzerkampfwagen 38(t) Ausf H - SdKfz 138 - Panzerjäger 38(t) mit Pak 40/3 Ausf M - SdKfz 138 - Munitionspaanzer 38(t) (Sf) Ausf. M - SdKfz 138/1 - 15 cm schweres Infanteriegeschütz 33 (Sf) auf Panzerkampfwagen 38(t) Ausf H - SdKfz 138/1 - 15 cm schweres Infanteriegeschütz 33/1 auf Selbstfahrlafette 38(t) (Sf) Ausf M |
| - SdKfz 139 - Panzerjäger 38(t) für 7,62 cm Pak36(r) |
| - SdKfz 140 - Flakpanzer 38(t) auf Selbstfahrlafette 38(t) Ausf M - SdKfz 140/1 - Aufklärungspanzer 38 (t) |
| Panzer III - SdKfz 141 - Panzerkampfwagen III Ausf. A, B, C, D, E, F, G, H, J - SdKfz 141 - Panzerbefehlswagen III mit 5 cm KwK L/42 - SdKfz 141/1 - Panzerkampfwagen III Ausf. J, L, M - SdKfz 141/2 - Panzerkampfwagen III Ausf. N - SdKfz 141/3 - Panzerkampfwagen III Flamm |
| StuG III - SdKfz 142 - Gepanzerter Selbstfahrlafette für Sturmgeschütz 7,5 cm Kanone Ausf A, B, C, E - SdKfz 142/1 - 7,5 cm Sturmgeschütz 40 Ausf. F, F/8, G, StuH 42 - - SdKfz 142/2 - 10,5 cm Sturmhaubitze 42 |
| - SdKfz 143 - Artillerie Panzerbeobachtungswagen III |
| Panzer IV - SdKfz 161 - Panzerkampfwagen IV Ausf. A, B, C, D, E, F - SdKfz 161/1 - Panzerkampfwagen IV Ausf. F2 - SdKfz 161/2 - Panzerkampfwagen IV Ausf. G-H Möbelwagen - SdKfz 161/3 - 3,7 cm Flak auf Fahrgestell Panzerkampfwagen IV (Sf) |
| - SdKfz 162 - Sturmgeschütz neuer Art mit 7,5 cm Pak L/48 auf Fahrgestell Panzerkampfwagen IV - SdKfz 162/1 - Panzer IV/70 (V) |
| Nashorn - SdKfz 164 - Selbstfahrlafette für 8,8 cm Pak 43/1 (L/71) auf Fahrgestell Panzerkampfwagen III und IV |
| Hummel - SdKfz 165 - Selbstfahrlafette für 15 cm schwere Panzerhaubitze 18/1 auf Fahrgestell Pamzer III und IV - SdKfz 165/1 - 10,5 cm le.FH. 18/1 (Sf) auf Geschützwagen IV b |
| Brummbär - SdKfz 166 - Sturmpanzer IV 15 cm StuH |
| StuG IV - SdKfz 167 - Sturmgeschütz IV |
| Panther - SdKfz 171 - Panzerkampfwagen 5 Ausf. A, G, F, D |
| - SdKfz 172 - Sturmgeschütz für 8,8 cm Sturmkanone 43 auf Fahrgestell Panther |
| Jagdpanther - SdKfz 173 - Jagdpanzer V Jagdpanther, Panzerbergewagen Bergepanther |
| - SdKfz 179 - Panzer-Bergegerät (Panzer 1) |
| Tiger I - SdKfz 181 - Panzerkampfwagen VI Tiger I E |
| Tiger II - SdKfz 182 - Panzerkampfwagen VI B Tiger II/Königstiger |
| Elefant - SdKfz 184 - Sturmgeschütz mit 8,8 cm Pak 43/2 |
| Jagdtiger - SdKfz 185 - Jagdtiger mit 8,8 cm Pak 43 L/71 |
| Jagdtiger - SdKfz 186 - Jagdtiger mit 12,8 cm Pak 44 L/71 |
| - SdKfz 221 - Leichter Panzerspähwagen (MG) |
| - SdKfz 222 - Leichter Panzerspähwagen (2 cm) |
| - SdKfz 223 - Leichter Panzerspähwagen (Fu) |
| - SdKfz 231 - Schwerer Panzerspähwagen 6-Rad, 8-Rad |
| - SdKfz 232 - Schwerer Panzerspähwagen (Fu) 6-Rad, 8-Rad |
| - SdKfz 233 - Schwerer Panzerspähwagen (7,5 cm) |
| - SdKfz 234 - Schwerer Panzerspähwagen - SdKfz 234/1 - Schwerer Panzerspähwagen (2 cm) - SdKfz 234/2 - Schwerer Panzerspähwagen (5 cm) - SdKfz 234/3 - Schwerer Panzerspähwagen (7,5 cm) - SdKfz 234/4 - Schwerer Panzerspähwagen (7,5 cm Pak 40) |
| - SdKfz 247 - Schwerer geländegängige gepanzerte Personenkraftwagen |
| SdKfz 250 - SdKfz 250 - Leichter gepanzerter Kraftwagen (Schützenpanzerwagen) - SdKfz 250/1-1 - Leichter Gepanzerter Kraftwagen (Schützenpanzerwagen) Fu - SdKfz 250/1-2 - Leichter Gepanzerter Kraftwagen (Schützenpanzerwagen) Kabelleger - SdKfz 250/2 - Leichter Fernsprechwagen - SdKfz 250/3-1 - Leichter Funkpanzer - SdKfz 250/3-2 - Leichter Funkpanzer - SdKfz 250/3-3 - Leichter Funkpanzer - SdKfz 250/3-4 - Leichter Funkpanzer - SdKfz 250/4 - Leichter gepanzerter Luftschutz-Kraftwagen - SdKfz 250/5-1 - Leichter gepanzerter Beobachtungswagen - SdKfz 250/5-2 - Leichter gepanzerter Aufklärungswagen - SdKfz 250/6 - Leichter Munitionspanzerwagen, Ausf. A, B - SdKfz 250/7 - Leichter gepanzerter Kraftwagen (Schützenpanzerwagen) mit schwerem Granatwerfer - SdKfz 250/7 - Leichter gepanzerter Kraftwagen (Schützenpanzerwagen) als Munitionsfahrzeug - SdKfz 250/8 - Leichter gepanzerter Kraftwagen (Schützenpanzerwagen) mit 7,5 cm KwK 37 - SdKfz 250/9 - Leichter gepanzerter Kraftwagen (Schützenpanzerwagen) mit 2 cm - SdKfz 250/10 - Leichter gepanzerter Kraftwagen (Schützenpanzerwagen) mit 3,7 cm Pak - SdKfz 250/11 - Leichter gepanzerter Kraftwagen (Schützenpanzerwagen) mit Schwerer Panzerbüchse 41 - SdKfz 250/12 - Leichter gepanzerter Meßtruppwagen |
| SdKfz 251 - SdKfz 251 - Mittlerer gepanzerter Schützenpanzerwagen Ausf A, B, C, D - SdKfz 251/1-1 - Mittlerer gepanzerter Schützenpanzerwagen - SdKfz 251/1-2 - Mittlerer gepanzerter Schützenpanzerwagen Fu - SdKfz 251/2 - Mittlerer gepanzerter Schützenpanzerwagen mit Granatwerfer - SdKfz 251/3 - Mittlerer gepanzerter Funkpanzerwagen - SdKfz 251/3-1 - Mittlerer gepanzerter Funkpanzerwagen - SdKfz 251/3-2 - Mittlerer gepanzerter Funkpanzerwagen - SdKfz 251/3-3 - Mittlerer gepanzerter Funkpanzerwagen - SdKfz 251/3-4 - Mittlerer gepanzerter Funkpanzerwagen als Kommandowagen - SdKfz 251/4 - Mittlerer gepanzerter Schützenpanzerwagen mit Munition und Zubehör für le. IG. 18 - SdKfz 251/5 - Mittlerer gepanzerter Schützenpanzerwagen für die Pionierzüge - SdKfz 251/6 - Mittlerer gepanzerter Kommandowagen - SdKfz 251/7-1 - Mittlerer Pionierpanzerwagen - SdKfz 251/7-2 - Mittlerer Pionierpanzerwagen - SdKfz 251/8-1 - Mittlerer Krankentransportwagen - SdKfz 251/8-2 - Mittlerer Krankentransportwagen - SdKfz 251/9 - Mittlerer gepanzerter Schützenpanzerwagen mit 7,5 cm KwK 37 - SdKfz 251/10 - Mittlerer gepanzerter Schützenpanzerwagen mit 3,7 cm Pak - SdKfz 251/11 - Mittlerer gepanzerter Funksprechwagen - SdKfz 251/12 - Mittlerer gepanzerter Meßtrupp- und Gerätewagen - SdKfz 251/13 - Mittlerer gepanzerter Schallaufnahmewagen - SdKfz 251/14 - Mittlerer gepanzerter Schallauswertwagen - SdKfz 251/15 - Mittlerer gepanzerter Lichtauswertewagen - SdKfz 251/16 - Mittlerer gepanzerter Flammwagen - SdKfz 251/17 - Mittlerer gepanzerter Schützenpanzerwagen mit 2 cm Flak 38 - SdKfz 251/18-1 - Mittlerer gepanzerter Beobachtungswagen - SdKfz 251/18-1a - Mittlerer gepanzerter Beobachtungswagen - SdKfz 251/18-2 - Mittlerer gepanzerter Beobachtungswagen - SdKfz 251/18-2a - Mittlerer gepanzerter Beobachtungswagen - SdKfz 251/19 - Mittlerer gepanzerter Fernsprechbetriebswagen - SdKfz 251/20 - Mittlerer gepanzerter Schützenpanzerwagen mit Infrarotscheinwerfer - SdKfz 251/21 - Mittlerer gepanzerter Schützenpanzerwagen mit MG 151 Drilling - SdKfz 251/22 - Mittlerer gepanzerter Schützenpanzerwagen mit 7,5 cm Pak 40 L/46 - SdKfz 251/23 - Mittlerer gepanzerter Schützenpanzerwagen mit 2 cm Hängelafette |
| - SdKfz 252 - Leichter gepanzerter Munitionstransportkraftwagen |
| - SdKfz 253 - Leichter gepanzerter Beobachtungskraftwagen |
| - SdKfz 254 - Mittlerer gepanzerter Beobachtungskraftwagen |
| - SdKfz 260 - Leichter Panzerfunkwagen |
| - SdKfz 261 - Kleiner Panzerfunkwagen |
| - SdKfz 263 - Mittlerer Panzerfunkwagen 6-Rad, 8-Rad |
| - SdKfz 265 - Kleiner Panzerbefehlswagen I |
| - SdKfz 266 - Panzerbefehlswagen III Ausf. G, H |
| - SdKfz 267 - Panzerbefehlswagen III Ausf. D1, G, H |
| - SdKfz 268 - Panzerbefehlswagen III Ausf. D1, G, H |
| - SdKfz 280 - Gepanzerter Munitionsschlepper |
| - SdKfz 300 - Minenräumwagen Ausf. II |
| - SdKfz 301 - Schwerer Ladungsträger Ausf. A, B, und C |
| Goliath - SdKfz 302 - Leichter Ladungsträger Ausf. A |
| Goliath - SdKfz 303 - Leichter Ladungsträger, Ausf. B |
| - SdKfz 304 - Mittlerer Ladungsträger |